# Lola Sanjuán
 (mars 2022).
La mise en forme du texte ne suit pas les recommandations de Wikipédia : il faut le « wikifier ».
Les points d'amélioration suivants sont les cas les plus fréquents. Le détail des points à revoir est peut-être précisé sur la page de discussion.
- Les titres sont pré-formatés par le logiciel. Ils ne sont ni en capitales, ni en gras.
- Le texte ne doit pas être écrit en capitales (les noms de famille non plus), ni en gras, ni en italique, ni en « petit »…
- Le gras n'est utilisé que pour surligner le titre de l'article dans l'introduction, une seule fois.
- L'italique est rarement utilisé : mots en langue étrangère, titres d'œuvres, noms de bateaux, etc.
- Les citations ne sont pas en italique mais en corps de texte normal. Elles sont entourées par des guillemets français : « et ».
- Les listes à puces sont à éviter, des paragraphes rédigés étant largement préférés. Les tableaux sont à réserver à la présentation de données structurées (résultats, etc.).
- Les appels de note de bas de page (petits chiffres en exposant, introduits par l'outil «  Source ») sont à placer entre la fin de phrase et le point final[comme ça].
- Les liens internes (vers d'autres articles de Wikipédia) sont à choisir avec parcimonie. Créez des liens vers des articles approfondissant le sujet. Les termes génériques sans rapport avec le sujet sont à éviter, ainsi que les répétitions de liens vers un même terme.
- Les liens externes sont à placer uniquement dans une section « Liens externes », à la fin de l'article. Ces liens sont à choisir avec parcimonie suivant les règles définies. Si un lien sert de source à l'article, son insertion dans le texte est à faire par les notes de bas de page.
- La présentation des références doit suivre les conventions bibliographiques. Il est recommandé d'utiliser les modèles {{Ouvrage}}, {{Chapitre}}, {{Article}}, {{Lien web}} et/ou {{Bibliographie}}. Le mode d'édition visuel peut mettre en forme automatiquement les références.
- Insérer une infobox (cadre d'informations à droite) n'est pas obligatoire pour parachever la mise en page.

Pour une aide détaillée, merci de consulter Aide:Wikification.
Si vous pensez que ces points ont été résolus, vous pouvez retirer ce bandeau et améliorer la mise en forme d'un autre article.
 (mars 2022).
Pour les articles homonymes, voir Sanjuán.
Lola Sanjuán Jurado, née le 18 décembre 1971 à Séville, est une femme d'affaires espagnole et une dirigeante féministe impliquée dans l'économie sociale et le mouvement coopératif andalou. Elle a milité dans la défense des droits des femmes en matière d'égalité de chances. Entre 2009 et 2018 elle a été présidente de AMECOOP, Association d'entreprise des femmes des coopératives d'Andalousie, ainsi que vice-présidente de CEPES-Andalucía (organisation d'entreprises dans CEPE), conseillère de FAECTA et secrétaire de FEMPES. Elle a fait partie du comité technique du Troisième Secteur à l'Union Européenne, elle a été patronne de la Fondation École andalouse d'économie sociale, membre du Conseil permanent du Conseil Andalou de Participation des Femmes et membre du Conseil Andalou d'Établissements d'Économie sociale. Lola Sanjuán est aussi participante et conférencière dans divers forums et professeure invitée dans des universités.

## Trajectoire
Elle a étudié la spécialisation en droit public à l'université de Séville et sciences politiques à l'UNED. Elle est devenue experte en Communication Politique et Sociale ainsi, qu'en Genre et en Gestion de l'entreprise depuis l'économie sociale. Outre, sa formation en marques d'entreprises et en gestion publique, elle s'est également formée aux questions de genre, depuis les politiques d'intervention contre la violence envers les femmes jusqu'à l'utilisation du langage, en passant par les plans d'égalité dans les entreprises et l'administration publique, l'analyse de l'image des femmes, l'autonomisation des femmes et l'écart hommes-femmes 2.0.
Elle a travaillé comme consultante auprès de bureaux institutionnels : Tourisme, Commerce et Sport, Parlement de l'Andalousie, Environnement et Égalité de différentes administrations, en forgeant des marques d’entreprise et en gérant des agendas publics.
En 2005 elle a cofondé la coopérative de travail associée, CKL Communications, dont elle est la directrice exécutive, une entreprise spécialisée dans la communication et la stratégie avec une implantation en Andalousie et à Madrid, avec des lignes spécifiques dans les projets européens, la communication dans les environnements numériques, le tourisme, l ́environnement et le genre,,,.
En 2009, elle a été élue présidente de l’Association des femmes chefs d’entreprises coopératives d’Andalousie (AMECOOP), organisation commerciale qui regroupe des femmes de coopératives de travail associé en Andalousie. Ensuite, elle a également occupé de diverses fonctions dans des organisations d’entreprises de l’économie sociale : elle a été directrice de « FAECTA », vice-présidente de « CEPES-Andalousie », secrétaire de « FEMPES » et conseillère du Troisième secteur dans l’UE. Elle a essayé de rendre visible dans les médias l'importance de l'économie sociale, du mouvement coopératif comme modèle économique viable et le rôle des femmes dans le développement économique durable,,.
En 2011, AMECOOP a été invitée pour la première fois au Parlement de l'Andalousie pour présenter la position des femmes membres des coopératives andalouses en reconnaissance de leur travail et de leur représentativité. Postérieurement, Lola Sanjuán y est allée avec les propositions de AMECOOP pour contribuer à l ́amélioration de diverses lois andalouses.
Elle a fait partie du jury de plusieurs prix tels que les Prix « Meridiana en faveur de l'égalité », le Prix Arc -en-ciel au Cooperativismo ou le Prix au Volontariat en Andalousie.
Depuis 2012, elle collabore à divers émissions de Chaîne Sud Radio telles que « La Hora de Andalucía, La Hora Sur Noche »et rédige des articles d’opinion pour la presse écrite. Depuis 2019, elle collabore à la table d'opinion de l'émission Acento Andaluz sur la chaîne de télévision 7tv l'Andalousie,.
En 2013, elle a fait partie de la direction de l'Assemblée de femmes journalistes de Séville (AMPS), crée en 2008, et appartient à l ́Association de journalistes de Séville (APS).
Elle donne des conférences dans différents forums et événements,. Elle collabore avec l'École d'économie sociale, avec différentes universités et est professeure invitée dans le Master Universitaire de genre et égalité de l ́Université Pablo de Olavide,,. Elle y réfléchit sur la communication. l'économie sociale, le leadership féminin et brèche de genre, des sujets qu'elle a publiés individuellement et dans des éditions collectives,,,,,.
En 2015, elle a été « Klout Influencer »[Quoi ?] dans la catégorie du patronat en Espagne, la première femme dans ce ranking. En 2016, elle a été élue par le mouvement associatif féminin andalou pour être membredu Conseil Permanent du Conseil Andalou de Participation des Femmes, et en 2018 , elle a fait partie du premier Conseil andalou d ́Établissements d'économie sociale, crée cette année-là.
En septembre 2020, avec Gisela Wild elle a rejoint le Conseil consultatif mondial de She-COOP, mouvement mondial féministe d'entraide économique et sociale qui promeut activement la participation des femmes dans les entreprises coopératives où participent aussi comme expertes Millie Moisan, Serife Korucan et Chris Herries (jusqu'à son décès en 2020).
À la suite de la pandémie de Covid-19 (pandemia de COVID-19) avec d'autres expertes, elle s'est centrée sur l'économie féministe pour le changement de modèle productif et la récupération après la crise sanitaire et économique à échelle mondiale.

### Coopérative et économie sociale
Dans sa proposition du mouvement coopératif et l'économie sociale, elle propose la valeur de l'équipe dans l'entreprise et soutient que l'équation du succès doit être liée à la productivité sociale, où l'objectif est un équilibre entre le profit de l'entreprise et le bonheur du personnel qui la forme, une philosophie qui rassemble les valeurs et les principes du coopératisme.
Enfin, elle défend la glocalisation[Quoi ?] (glocalización) comprise comme la création de richesses et d'emplois sur le territoire et la durabilité des circuits de développement de proximité dans un monde global et considère -indispensable la défense des droits des femmes dans tous les domaines, des droits humains les plus essentiels jusqu ́à ceux qui reconnaissent la présence et la voix des femmes dans les espaces de pouvoir et de la prise de décisions,.  Les femmes dans l 'économie et les entreprises sont la clé d'évolution, en développant un modèle qui place les personnes avant le capital, en intégrant l ́égalité comme l'une de ses valeurs essentielles,
- 2008. #Prix Emilio Castelar[31]
- 2010. Je décerne un prix Chef d'entreprise Mercadeando, 2010. Députations Provinciales de l'Andalousie
- 2012. #Prix Meridiana à l'organisation par la défense des intérêts des femmes dans le milieu économique qu'attribue l'Institut Andalou de la Femme[9],[32].
- 2013. #Prix Séville Jeune de Médias, 2013. Institut Andalou de la Juventud
- 2018. Je décerne un prix Lutteuse 2018, accordé par UGT l'Andalousie[33].
- 2018. Nommée Candidate à Top 100 Femmes Leaders de l'Espagne[34].